# Moramanga
Moramanga, grad (firaisana) u sredini Madagaskara s 26 726 stanovnika u Provinciji Toamasini i Regiji Alaotri-Mangoro, upravno središte Distrikta Moramange. 
Moramanga je jedna većih općina od njih 18 u provinciji Toamasini sa svojih 7 424 km². Umjereno je naseljena i puna šuma. Ime grada doslovno prevedeno s malgaškog znači tamo gdje je mango jeftin (Mora manga).

## Povijest
Moramanga je uz gradove na istočnoj obali Manakaru, Farafanganu, Vatomandri i Ambilu bila jedno od najznačajnijih središta ustanka protiv francuske kolonijalne vlasti. U toj borbi poginulo je između 80 000 i 100 000 Malgaša.
U gradu je u noći 29. ožujka 1947. godine otpočeo ustanak Malgaša protiv Francuza. Tada je 2 000 ustanika okružilo vojarnu Tristani, na što je policija i vojska otvorila vatru. Od tad pa do kraja godine poginulo je 8 000 stanovnika. Na taj događaj danas podsjeća mauzolej podignut na zapadnom ulazu u grad. Na isti događaj podsjeća i impozantni spomenik podignut pored željezničkog kolodvora. Grad posjeduje i mali muzej redarstva (u Nacionalnoj redarstvenoj školi) koji se nalazi u središtu, iza katedrale. 
Grad ima katoličku katedralu Sacré-Coeur de Jésus, par hotela i restorana, stadion, stari željeznički kolodvor i tržnicu na kojoj se nudi sezonsko voće i povrće. Od 13. svibnja 2006. godine Moramanga je središte katoličke biskupije koja je premještena iz Ambatondrazake.
Pored grada je Nacionalni park Andasibe-Mantadia i Park prirode Analamazoatra (Perinet).

## Geografska i klimatska obilježja
Moramanga leži u središtu otoka na sjeverozapadu središnje visoravni, na nadmorskoj visini od 980 m. Grad se smjestio pored kotline rijeke Mangoro, tako da ima dosta vode i vlage koja povoljno utječe na lokalnu floru i faunu prepunu endema. Grad je udaljen 94 km od glavnog grada Antananariva državnom cestom br. 2 u pravcu istoka, te 225 km od luke Toamasine. Klima je miješana tropska i umjerena kontinentalna s prosječnom temperaturom od 21-22°C i dva različita godišnja doba.

## Gospodarstvo i promet
Moramanga je grad u kojemu je većina djelatnosti vezana uz preradu drva, jer su pored grada zasađene šume borova i eukaliptusa. Pored toga dobar dio stanovnika bavi se tradicionalnom poljoprivredom i stočarstvom. Grad je važno malgaško prometno čvorište. U njemu se račva željeznička pruga iz Antananariva (Tananarive-Côte Est, TCE) na dva pravca; prema sjeveru i jezeru Alaotra (Moramanga-Lac Alaotra, MLA) i gradovima uz njega; prema Ambatondrazaki, Amparafaravoli i prema luci Toamasini na istočnoj obali Indijskog oceana. Tu se račvaju i državne ceste 44 i 2, koje vode prema istim odredištima.

## Vanjske poveznice
- Madagascar guide Moramanga | Les Hautes Terres  Arhivirana inačica izvorne stranice od 4. studenoga 2013. (Wayback Machine)
- Moramanga, une ville carrefour !!  Arhivirana inačica izvorne stranice od 5. siječnja 2012. (Wayback Machine)
- L'alliance française d' Moramanga  Arhivirana inačica izvorne stranice od 19. rujna 2015. (Wayback Machine)